# Ліси Маскуа та Великого Невільничого озера
Ліси Маскуа та Великого Невільничого озера (ідентифікатор WWF: NA0610) — неарктичний екорегіон тайги, розташований на заході Канади.

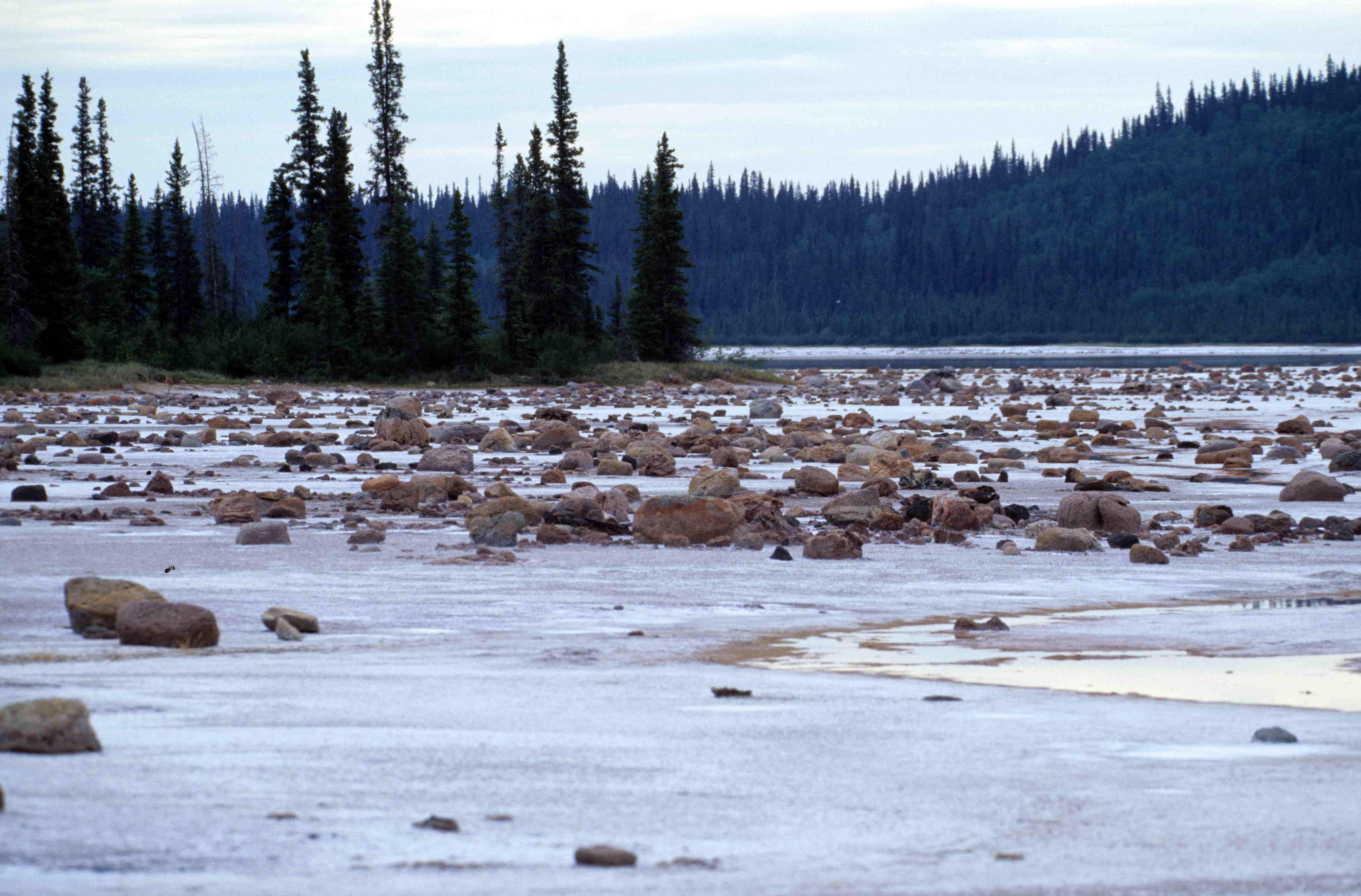
Озеро у Національному парку лісових бізонів

## Географія
Екорегіон лісів Маскуа та Великого Невільничого озера охоплює північний схід Британської Колумбії, північний захід провінції Альберта та південний захід Північно-Західних територій. Він простягається від південно-східних передгір'їв гір Маккензі та північно-східних передгір'їв гір Маскуа на схід до Великого Невільничого озера та озер Клер і Атабаска. 
На південному сході екорегіону протікають річки Піс та Атабаска, які впадають в озеро Атабаска, утворюючи велику внутрішню дельту. З цієї дельти витікає Невільнича річка, яка тече на північ і впадає у Велике Невільниче озеро, найглибше озеро Північної Америки. З цього озера, у свою чергу, витікає річка Маккензі, найбільша річка Канади та одна з найбільших річок Північної Америки, яка тече через північну частину регіону на захід, після чого повертає на північний захід, тече понад 1000 км та впадає у Північний Льодовитий океан. На північному заході екорегіону протікає річка Лаярд, найбільша притока Маккензі. Серед інших річок, які протікають територією регіону, слід відзначити Гей, яка впадає у Велике Невільниче озеро. Рельєф регіону представлений широкими, майже пласкими низовинами, розділеними плато та плоскогір'ями, такими як гори Карибу у північній Альберті, висота яких становить понад 1000 м, гори Кемерон-Гіллс та плато Етшо. Від чверті до половини території екорегіону займають болота, озера та інші водно-болотні угіддя, такі як озеро Зама в Альберті.
На заході екорегіон переходить у ліси Північних Кордильєр, на півночі — у тайгу Північно-Західних територій, на сході — у ліси бореальних рівнин Центральної Канади, а на півдні — у ліси передгір'їв Альберти та Британської Колумбії та у осикові ліси та лісостепи Канади.

## Клімат
В межах екорегіону переважає субарктичний клімат (Dfc за класифікацією кліматів Кеппена), який характеризується прохолодним літом та дуже морозною зимою. Середньорічна температура в екорегіоні коливається від -2 °C до -6 °C, середня зимова температура — від -18 °C до -24 °C, а середня літня температура становить близько 12,5 °C. Середньорічна кількість опадів в регіоні коливається від 250 до 500 мм.

## Флора
Рослинний покрив екорегіону представлений відносно високими та густими мішаними лісами, в яких переважають американські осики (Populus tremuloides), сизі ялини (Picea glauca) та бальзамисті ялиці (Abies balsamea), а також зустрічаються бальзамисті тополі (Populus balsamifera) та чорні ялини (Picea mariana). На торф'яних болотах зустрічаються відкриті низькорослі насадження чорної ялини (Picea mariana) та паперової берези (Betula papyrifera), а також різноманітні чагарники, передусім з родини вересових (Ericaceae). Важливим екологічним фактором, який впливає на рослинність екорегіону, є часті пожежі, які підтримують існування мінливої сукцесійної мозаїки лісів та чагарників регіону.

## Фауна
Фауна екорегіону представляє одне з найбільш збережених та різноманітних угруповань великих ссавців у Північній Америці. Тут зустрічається 50 видів ссавців та близько 160 видів птахів. Серед поширених в екорегіоні ссавців слід відзначити лісового бізона (Bison bison athabascae), західного лося (Alces alces andersoni), лісового карибу (Rangifer tarandus caribou), вапіті (Cervus canadensis), білохвостого оленя (Odocoileus virginianus), американського зайця (Lepus americanus), червону вивірку (Tamiasciurus hudsonicus), канадського голкошерста (Erethizon dorsatum) та лісового бабака (Marmota monax). Серед хижих ссавців, що зустрічаються в регіоні, слід відзначити гризлі (Ursus arctos horribilis), барибала (Ursus americanus), канадського вовка (Canis lupus occidentalis), койота (Canis latrans), звичайну лисицю (Vulpes vulpes), канадську рись (Lynx canadensis), звичайну росомаху (Gulo gulo), ільку (Pekania pennanti), американську куницю (Martes americana) та американського горностая (Mustela richardsonii). На берегах річок поширені канадські бобри (Castor canadensis), канадські видри (Lontra canadensis), річкові візони (Neogale vison) та болотяні ондатри (Ondatra zibethicus). У 2007 році в Національному парку лісових бізонів було виявлено найдовшу у світі боброву греблю довжиною близько 850 м.
Орнітофауна екорегіону вирізняється найвищим різноманіттям серед усіх екорегіонів бореальної зони Канади. Серед поширених в екорегіоні птахів слід відзначити білу куріпку (Lagopus lagopus), канадську дикушу (Canachites canadensis), американського орябка (Bonasa umbellus), манітобського тетерука (Tympanuchus phasianellus), білоголового орлана (Haliaeetus leucocephalus), беркута (Aquila chrysaetos), віргінського пугача (Bubo virginianus), бородату сову (Strix nebulosa), північного дятла (Picoides arcticus), звичайного крука (Corvus corax), канадську кукшу (Perisoreus canadensis), північного сорокопуда (Lanius borealis), північного піві (Contopus cooperi), королівського тирана (Tyrannus tyrannus), канадську гаїчку (Poecile hudsonicus), рябогруду вівсянку (Passerella iliaca), північного трупіальця (Euphagus carolinus), строкатого пісняра (Mniotilta varia), світлобрового червоїда (Leiothlypis peregrina), жовтогузу пірангу (Piranga ludoviciana), білокрилого шишкаря (Loxia leucoptera), тайгового смеречника (Pinicola enucleator) та звичайну чечітку (Acanthis flammea).
На водно-болотних угіддях Національного парку лісових бізонів гніздиться єдина у світі природна популяція дуже рідкісних американських журавлів (Grus americana), яка нараховує понад 300 особин. Також в регіоні гніздяться більш поширені канадські журавлі (Antigone canadensis). На берегах Великого Невільничого озера зустрічається дев'ять видів колоніальних водоплавних птахів — каліфорнійські мартини (Larus californicus), американські мартини (Larus smithsonianus), річкові крячки (Sterna hirundo), аляскинські мартини (Larus brachyrhynchus), полярні крячки (Sterna paradisaea), делаверські мартини (Larus delawarensis), каспійські крячки (Hydroprogne caspia), короткохвості поморники (Stercorarius parasiticus) та канадські мартини (Chroicocephalus philadelphia) (у порядку зменшення чисельності), а на навколишніх болотах — чорні крячки (Chlidonias niger). Велике Невільниче озеро є єдиним місцем у Північній Америці, де ці десять видів зустрічаються разом.

## Збереження
Оцінка 2017 року показала, що 59 579 км², або 20 % екорегіону, є заповідними територіями. Природоохоронні території включають: Національний парк лісових бізонів, другий за площею національний парк у світі, а також Провінційний парк озера Максхеміш та Провінційний парк озер Хау-Зама. У 1983 році Національний парк лісових бізонів був внесений до списку Світової спадщини ЮНЕСКО.